# 报税 (美国)
报税（英語：tax return）在美国是指向美國國稅局或各州、地方的征税机构申报所得税或其他税务。报税人需要填写由國稅局或其他税务机关指定的各种税表进行税务的申报。比如，1040税表是常规的联邦个人所得税申报表（1040A、1040EZ则是其简化版本）。
每年申报联邦个人所得税的截止日通常为4月15日，又称纳税日（Tax Day）。不过，如果出现4月15日在周末或法定假日等特殊情况，國稅局会调整当年的纳税日。